# Bygdedräkter i Karlskoga bergslags härad
Bygdedräkter i Karlskoga bergslags härad.

## Karlskoga-Degerfors
Rekonstruktion invigd 1975 . Bouppteckningar (från slutet av 1700-talet och början av 1800) visar att det funnits ett visst dräktskick: randiga kjolar, mössor med stycken och svarta skor med spännen.
Endast kvinnodräkt invigd vid denna punkt, men det anses att mansdräkten borde haft bergmansrock och svart slokhatt .
| Plaggtyp   | Beskrivning                                                       | Ursprung |
| ---------- | ----------------------------------------------------------------- | -------- |
| Kjol       | Brun ylle med bredare ränder                                      |          |
| Liv        | Brun med smalare ränder i ylle                                    |          |
| Överdel    | Vitt linne                                                        |          |
| Förkläde   | Vardag: Blå- och vitrandigt Högtid: Brunt och vitt , halvlinne    |          |
| Halskläde  | Vardag: Rosa, blått, gult och vitt Högtid: Brunt och vitt i silke |          |
| Huvudbonad |                                                                   |          |
| Ytterplagg |                                                                   |          |
| Fotdon     |                                                                   |          |

## Ullvettern ellerBjurtjärns socken
Konstruerad, invigd 1957  eller 1959 . En annandagsklänning från början av 1800-talet  eller 1880-tal  modell för dräkten. 
| Plaggtyp   | Beskrivning | Ursprung                         |
| ---------- | --- | -------------------------------- |
| Kjol       | Randigt vävt av svart bomullsgarn med inslag av rött, grått och svart                                                                                     |                                  |
| Liv        | |                                  |
| Överdel    | |                                  |
| Förkläde   | Vardag: I rosengång på vitt botten Kyrko: svart i vävt korndräll                                                                                          | Vardag: Väggetorp Kyrko: Botkätt |
| Halskläde  | Svart sidensjal |                                  |
| Huvudbonad | Vit linnehätta (inte tidstypiskt tidigt 1800-tal) . En äldre hätta hittades, men ansågs inte vara passande, de den var äldre än andra efterliknade plagg. |                                  |
| Ytterplagg | Samma som kjolen |                                  |
| Fotdon     | Grå strumpor Svarta skor |                                  |